# Transmissió Harmonic
1. Cercle exterior: corona exterior (fixa)
2. Cercle mitjà: corona flexible (unida a l'eix de sortida, no es mostra)
3. Oval interior: disc generador d'ones (unit a l'eix d'entrada; coixinet i eix interior de boles, no es mostren)

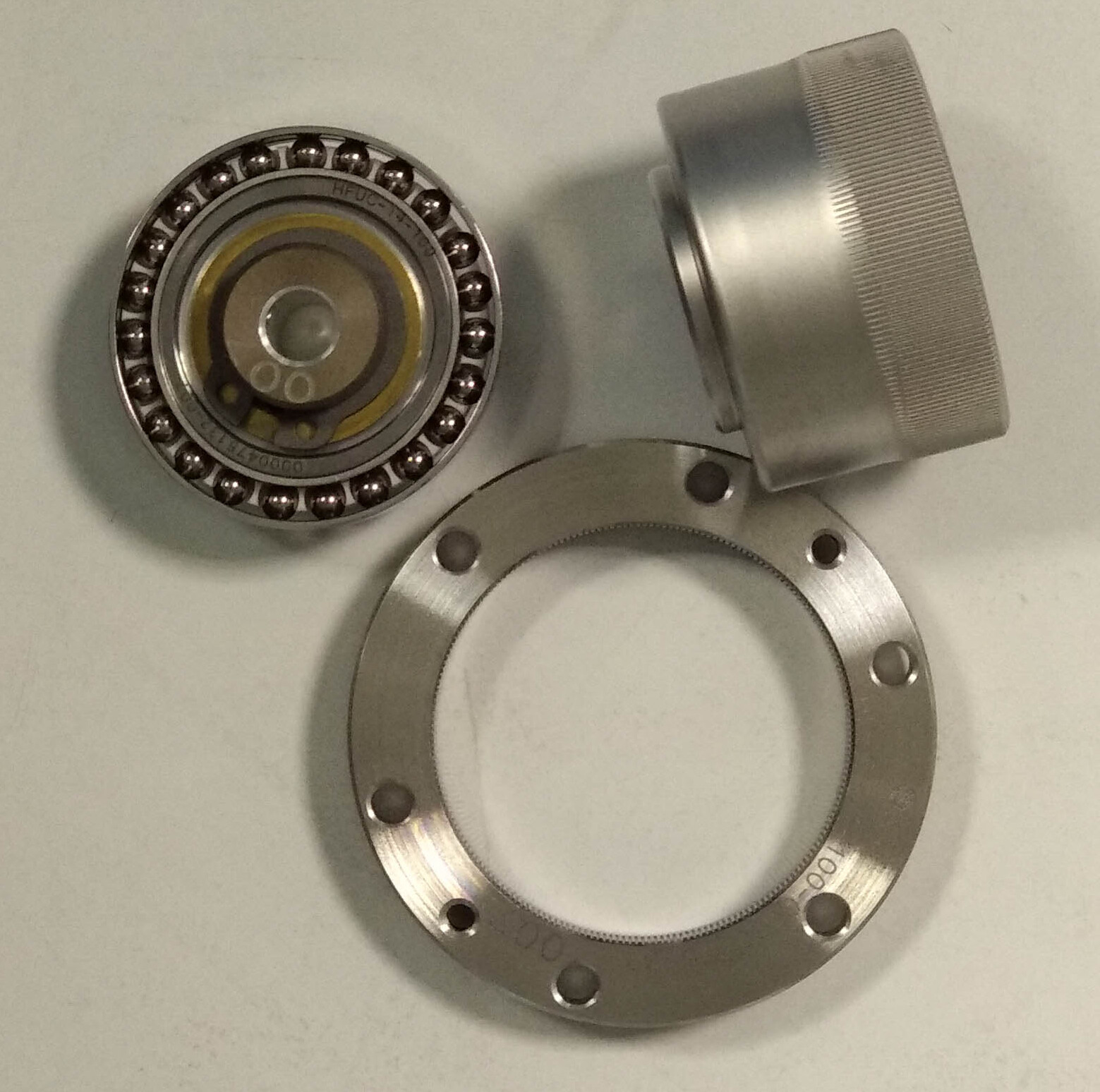
Conjunt d’engranatges d’ona de tensió Harmonic Drive SE que consisteix en rodament del generador d’ones (part superior esquerra), corona flexible (part superior dreta) i anell de corona exterior (part inferior).

La transmissió Harmonic, transmissió SWG (de l'anglés: Strain Wave Gearing o engranatge d'ona deformant) o també Harmonic Drive (Trade Mark), és un tipus de transmissió mecànica de gran factor de reducció, que fa girar un arbre solidari a una corona flexible (en forma de tassa) amb dents externes, que es deforma fins engranar-les amb les dents internes d’una corona exterior fixa, a partir de l'acció d'un eix rotatiu de secció el·líptica, que gira en sentit contrari.
L'empresa alemanya Harmonic Drive SE va fabricar els primers engranatges produïts en sèrie amb el nom del producte o la marca registrada Harmonic Drive.

## Descripció
El Harmonic Drive (Trade Mark) té alguns avantatges respecte als sistemes d’engranatges tradicionals: els engranatges helicoïdals o planetaris, entre altres:
- no té joc,
- compacitat i pes lleuger,
- altes relacions de transmissió,
- relacions reconfigurables dins d'una carcassa estàndard,
- bona resolució i excel·lent repetibilitat (representació lineal) en reposicionar càrregues inercials,[4]
- capacitat de parell elevat,
- eixos d’entrada i sortida coaxials.

Les relacions de reducció altes són possibles en un volum reduït (una proporció de 30:1 fins a 320:1 és possible en el mateix espai en què els engranatges planetaris solen produir una proporció de 10:1).
Entre els desavantatges hi ha la tendència al 'contragir' o taxa de ressort torsional ('wind-up' torsional spring rate) en la regió dels parells de gir baixos.
L'engranatge Harmonic (engranatge d'ona tensora) s’utilitza habitualment en robòtica i aeroespacial. Es pot utilitzar per fer engranatges reductors, però també es pot emprar per augmentar la velocitat de rotació o per fer engranatges diferencials.

## Història
El concepte bàsic de l'engranatge Harmonic (engranatge d'ona tensora - SWG) va ser introduït per CW Musser en una patent de 1957 mentre era assessor de la United Shoe Machinery Corp (USM). Va ser utilitzat per primer cop amb èxit el 1960 per USM Co. i més tard per Hasegawa Gear Works amb llicència de USM. Més tard, Hasegawa Gear Work es va convertir en Harmonic Drive Systems ubicada al Japó i la divisió USM Co. Harmonic Drive es va convertir en Harmonic Drive Technologies, d'aquí el nom de "Harmonic gear" (engranatge Harmonic, on s'empra el "nom propi" de l'empresa).

## Mecànica
1. eix d'entrada
2. generador d'ones
3. corona flexible
4. corona exterior
5. eix de sortida
6. carcassa

Secció transversal d’un engranatge harmònic.

L'engranatge Harmonic utilitza el principi de l'elasticitat dels metalls. El mecanisme té tres components bàsics: un generador d’ones (2 / verd), una corona flexible (3 / vermella) i una corona exterior (4 / blava). Les versions més complexes tenen un quart component que s'utilitza normalment per escurçar la longitud total o per augmentar la reducció d'engranatges dins d'un diàmetre menor, però segueixen els mateixos principis bàsics.
El generador d'ones està format essencialment per dues parts separades: un eix amb un disc el·líptic o eix del generador d'ones i un eix de sortida contingut dins d'un coixinet de boles exterior. El disc el·líptic s’insereix dins del coixinet, cosa que obliga a la corona flexible solidària de l'eix de sortida a ajustar-se a la forma el·líptica del disc, però permet la rotació de l'eix del disc el·líptic dins del coixinet exterior.
La corona flexible té forma de tassa poc profunda. Les parets de la corona són molt primes, però la part posterior tancada és relativament rígida. Això es tradueix en una flexibilitat significativa de les parets de l'extrem obert per tenir la paret prima i que el costat tancat és prou rígid per a estar fixat (per exemple, a un eix). Hi ha unes dents situades radialment al voltant de l'exterior de la corona flexible. La corona flexible s'adapta perfectament al generador d'ones, de manera que quan gira el disc el·líptic del generador d'ones, la corona flexible es deforma agafant la forma del disc el·líptic giratori i no rellisca sobre la corona que està fixa a la carcassa. "Els rodaments de boles permeten que la corona flexible i l'eix de sortida girin independentment de l'eix del generador d’ones d'entrada, i en sentit contrari".
La corona exterior és un cilindre rígid buit amb dents a l'interior. La corona flexible i el disc el·líptic del generador d'ones es col·loquen dins de la corona exterior, engranant les dents de la corona flexible i la corona exterior. Com que la corona flexible es deforma en forma el·líptica, les seves dents només engranen amb les dents de la corona exterior en "dues regions" als costats oposats de la corona flexible (situades a l'eix principal de l'el·lipse).
Suposem que l'eix generador d’ones gira a l'entrada. A mesura que gira disc del generador d'ones, les dents de la corona flexible que estan engranades amb les de la corona exterior canvien lentament de posició. L'eix principal de la pseudoel·lipse de la corona flexible gira amb el disc generador d’ones, de manera que els punts on s'engranen les dents giren al voltant del punt central a la mateixa velocitat que l'eix del disc generador d’ones. La clau del disseny de l'engranatge Harmonic és que hi ha menys dents (sovint, per exemple, dues menys) a la corona flexible que a la corona exterior. Això fa que per a cada rotació completa del generador d'ones, la corona flexible giri un petit angle (dues dents en aquest exemple) cap enrere en relació amb la corona exterior. Així, l'acció de rotació del generador d'ones dona com a resultat una rotació més lenta de la corona flexible en la direcció oposada.
Per a un mecanisme d'engranatge Harmonic, la relació de reducció d'engranatges es pot calcular a partir del nombre de dents de cada engranatge, de manera similar a un engranatge cicloidal:
{\displaystyle {\text{relació de reducció}}={\frac {{\text{dents corona flexible}}-{\text{dents corona exterior}}}{\text{dents corona flexible}}}}
Per exemple, si hi ha 202 dents a la corona exterior i 200 a la corona flexible, la proporció de reducció és (200 − 202) / 200 = − 0,01
Així, el corona flexible gira a 1/100 de la velocitat del disc oval del generador d'ones i en la direcció oposada. Es canvia el nombre de dents per establir diferents relacions de reducció. Això es pot aconseguir canviant el diàmetre del mecanisme o bé canviant la mida de les dents individuals i preservant així la seva mida i pes. El rang de possibles relacions d'engranatges està limitat pels límits de mida de les dents per a una configuració determinada.

## Exemples d'ús
Les rodes accionades elèctricament de l'Apollo Lunar Rover incloïen engranatges Harmonic. A més a més, els cabrestants que s’utilitzaven a Skylab per desplegar els panells solars s’alimentaven mitjançant engranatges Harmonic. (Altres engranatges: Impulsió cicloidal, bomba peristàltica)